# L'amante (romanzo)
L'amante (titolo orig. L'Amant) è un romanzo della scrittrice francese Marguerite Duras, pubblicato nel 1984, che valse all'autrice il Premio Goncourt nel medesimo anno, e il Premio Ritz-Paris-Hemingway (miglior romanzo pubblicato in lingua inglese) due anni più tardi.
Nel 1992 il regista Jean-Jacques Annaud trasse da questo romanzo il film omonimo con Jane March.

## Tema
L'opera è un autofiction, un romanzo in parte autobiografico, che narra il periodo, tra i quindici e i diciassette anni, nel quale Duras visse con la madre e i fratelli nell'Indocina francese, per l'esattezza a Vĩnh Long, piccolo centro situato presso il fiume Mekong. La storia è quella dell'incontro tra Marguerite (l'io narrante e protagonista) e il figlio di un ricco possidente cinese (il cui vero nome è Huynh Thuy Le): un amore proibito per la giovane età della ragazza e per le convenzioni vigenti che sanzionavano la relazione tra una giovane donna europea e un asiatico, oltre che per le differenze nella scala sociale.
La loro relazione, inizialmente clandestina, viene osteggiata dal padre del giovane ed utilizzata dalla famiglia di lei per trovare un po' di sollievo a una povertà frutto di inganni e sfortune; termina nel momento in cui la madre della protagonista deciderà di ripartire dal Vietnam in cui si trovano per la Francia portando i figli con sé. La vicenda amorosa, raccontata con stile spoglio ed ampie digressioni, s'intreccia con i difficili rapporti familiari, come l'odio per il fratello maggiore e il rapporto conflittuale con la madre.

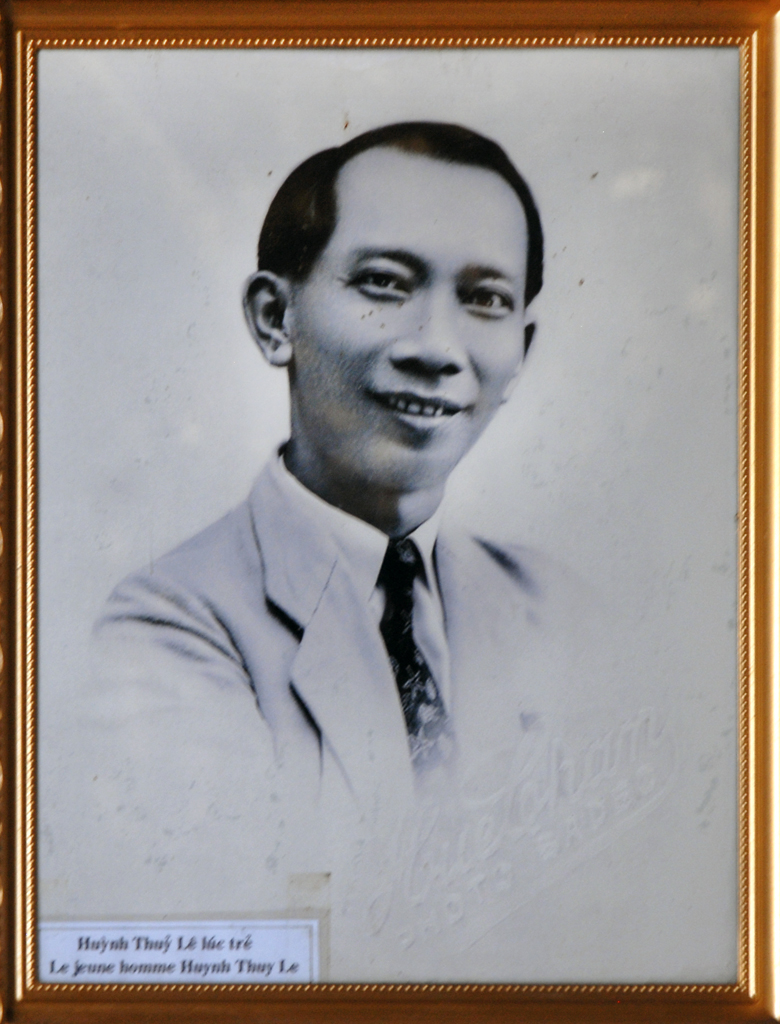
Huynh Thuy Le, il reale amante vietnamita di Marguerite Duras

## Trama
Siamo nel 1929, una ragazza di appena 15 anni (ed il cui nome non viene mai rivelato) è in viaggio sul traghetto che attraversa il delta del Mekong; è di ritorno da una vacanza trascorsa nell'abitazione di famiglia a Sa Đéc (Provincia di Dong Thap) e sta tornando nel collegio di Saigon dove studia. Mentre si trova sul ponte dell'imbarcazione attrae l'attenzione di un giovane ventisettenne di origini cinesi figlio ed erede di un importante uomo d'affari; egli inizia una conversazione con la ragazza e, appena sbarcati, le propone d'accompagnarla in automobile: lei accetta il passaggio nella sua limousine con autista e si fa portare fino in città, all'ingresso della scuola.
La ragazzina è figlia di una vedova affetta da crisi maniaco depressive, ha un fratello più grande che detesta e uno più piccolo che adora; presto, aiutata anche dalle circostanze economiche difficoltose in cui si trova, finisce con il diventar l'amante del giovane cinese: inizia una relazione che vuol far credere a se stessa sia solo puramente sessuale e d'interesse. Comincia anche a farsi pagare proprio come fosse una prostituta e porta i soldi a casa; la madre e il fratello maggiore cercano d'approfittarne, fino a quando il padre del giovane uomo non s'intromette con la sua forte disapprovazione, portando così all'interruzione brusca della relazione tra i due.
Solo molto più tardi la ragazza riconoscerà i propri sentimenti, la profondità e la sincerità del suo primo amore.

## Versioni pubblicate
Esiste, oltre al romanzo scritto in forma autobiografica, anche una riscrittura intitolata L'amante della Cina del Nord, pubblicato in concomitanza con la trasposizione cinematografica del 1992; questo, narrato in terza persona è in forma di sceneggiatura, coi dialoghi scritti e senza alcun monologo interiore.

## Edizioni italiane
- L'amante, traduzione di Leonella Prato Caruso, Collana I Narratori, Milano, Feltrinelli, marzo 1985, ISBN 88-07-01304-5. - Collana UEF, Feltrinelli, giugno 1988-2025.